# Елизабет фон Валдек-Пирмонт
Луиза Елизабет Хермина Ерика Паулина фон Валдек-Пирмонт (на немски: Luise Elisabeth Hermine Erica Pauline Prinzessin zu Waldeck und Pyrmont; * 6 септември 1873, Аролзен, Валдек-Пирмонт; † 23 ноември 1961, Бенсхайм, Хесен) е принцеса от Валдек-Пирмонт и чрез женитба княгиня на Ербах-Шьонберг. Леля е на кралица Вилхелмина Нидерландска (1880 – 1962).

## Биография
Тя е най-малката дъщеря (седмото дете) на княз Георг Виктор фон Валдек-Пирмонт (1831 – 1893) и първата му съпруга принцеса Хелена Вилхелмина Хенриета Паулина Мариана фон Насау-Вайлбург (1831 – 1888), дъщеря на херцог Вилхелм I фон Насау (1792 – 1839) и втората му съпруга принцеса Паулина фон Вюртемберг (1810 – 1856). Баща ѝ Георг Виктор фон Валдек-Пирмонт се жени втори път 1891 г. за принцеса Луиза фон Зондербург-Глюксбург (1858 – 1936).
Тя е сестра на Мария (1857 – 1882), омъжена 1877 г. в Аролзен за по-късния крал Вилхелм II фон Вюртемберг (1848 – 1921), и на Емма (1858 – 1934), кралица и регентка на Нидерландия и велика херцогиня на Люксембург, омъжена 1879 г. в Аролзен за крал Вилем III от Нидерландия (1817 – 1890).
Луиза Елизабет фон Валдек-Пирмонт умира на 23 ноември 1961 г. на 88 години в Бенсхайм-Шьонберг. Погребана е в Лаутертал (Оденвалд) в Хесен.

## Фамилия
Луиза Елизабет фон Валдек-Пирмонт се омъжва на 3 май 1900 г. в Аролзен за 2. княз и граф Александър Лудвиг фон Ербах-Шьонберг (* 12 септември 1872, Шьонберг, Оденвалд; † 18 октомври 1944, Бенсхайм), големият син на 1. граф и княз Густав Ернст фон Ербах-Шьонберг (1840 – 1908) и принцеса Мария Каролина фон Батенберг (1852 – 1923), сестра на княз Александър I Батенберг (княз на Княжество България 1879 – 1886). Те имат децата:
- Имма Густава Мария Луиза Паулина Едда Адолфина Хермина (* 11 май 1901, Кьониг; † 14 март 1947, Лондон), омъжена I. на 31 май 1923 г. във Франкфурт на Майн за фрайхер Ханс Карл фон Дьорнберг (* 23 декември 1875, Касел; † 22 март 1924, Дармщат), II. на 1 юли 1940 г. в Лондон (развод 1947) за Нейл Мк Еахерн (* 28 декември 1885; † 18 април 1964, Вербания, Италия)
- Георг Лудвиг Фридрих Виктор Карл-Едуард Франц-Йозеф (* 1 януари 1903, Кьониг, Оденвалд; † 27 януари 1971, Бенсхайм), 3. княз и граф на Ербах-Шьонберг, женен на 2 юли 1925 г. в Шьонберг за Мария Маргарета Дерингер (* 25 декември 1903, Царское село; † 22 декември 1967, Дармщат), дъщеря на Алфонс Дерингер и Маргарета Брем; има двама сина и дъщеря
- Вилхелм Ернст Хайнрих Алфред (* 4 януари 1904, Кьониг; † 27 септември 1947, умира в съветски военен плен), женен на 4 октомври 1938 г. в Шлиц за графиня Александра Шлиц, направена фон Гьорц (* 24 септември 1910, Дармщат; † 13 април 1989, Шлиц)
- Хелена София Луиза Хедвиг Емилиа Марта (* 8 април 1907, Кьониг; † 16 април 1979, Гьопинген), неомъжена